# Willem Huizing
Willem Huizing (Drachten, 1 februari 1995) is een Nederlands voetballer die als middenvelder of rechtsback speelt.

## Clubcarrière
Huizing groeide op in Harkema en kwam in 2006 in de jeugdopleiding van sc Heerenveen. Bij deze club doorliep hij de jeugdopleiding. Op 12 maart 2016 maakte hij zijn debuut in de Eredivisie toen hij in de 87e minuut Morten Thorsby verving in de wedstrijd tegen  PSV. Huizing verving op 7 augustus 2016 Younes Namli in de eerste competitieronde van het seizoen 2016/2017. Na zeven minuten op het veld gestaan te hebben, verliet de Fries het veld nadat hij binnen vijf minuten twee gele kaarten kreeg van scheidsrechter Danny Makkelie. Na zijn profloopbaan ging hij in 2019 spelen als amateur voor de Harkemase Boys.

## Clubstatistieken
| Seizoen                     | Club            | Competitie      | Competitie | Competitie | Beker | Beker | Internationaal | Internationaal | Overig | Overig | Totaal | Totaal |
| Seizoen                     | Club            | Competitie      | Wed.       | Dlp.       | Wed.  | Dlp.  | Wed.           | Dlp.           | Wed.   | Dlp.   | Wed.   | Dlp.   |
| --------------------------- | --------------- | --------------- | ---------- | ---------- | ----- | ----- | -------------- | -------------- | ------ | ------ | ------ | ------ |
| 2014/15                     | sc Heerenveen   | Eredivisie      | 0          | 0          | 0     | 0     | 0              | 0              | 0      | 0      | 0      | 0      |
| 2015/16                     | sc Heerenveen   | Eredivisie      | 2          | 0          | 0     | 0     | 0              | 0              | 0      | 0      | 1      | 0      |
| 2016/17                     | sc Heerenveen   | Eredivisie      | 1          | 0          | 0     | 0     | 0              | 0              | 0      | 0      | 1      | 0      |
| Carrière totaal             | Carrière totaal | Carrière totaal | 1          | 0          | 0     | 0     | 0              | 0              | 0      | 0      | 0      | 0      |
| Bijgewerkt op 13 maart 2016 |                 |                 |            |            |       |       |                |                |        |        |        |        |

1 Hoekstra ·
2 Soares ·
3 Vos ·
4 Te Wierik  ·
5 Geypens ·
6 Mulder ·
7 Rhein ·
8 Bakir ·
10 Hawkins ·
11 Landu ·
12 Quispel ·
14 Van Manen ·
16 Ten Brinke ·
16 Norder ·
16 Wanki ·
17 Hekkert ·
18 Evina ·
20 Kade ·
21 Nunumete ·
22 Martin ·
23 Hammouti ·
24 Nsona ·
26 Wagner ·
27 Schouten ·
28 Jalving ·
34 Bolk ·
38 Unbehaun ·
46 Eduardo ·
Coach: Arts
· Assistent-coach: Hegeman
· Assistent-coach: Van der Linden
· Keeperstrainer: Sulmann